# Engel aus Staub
Engel aus Staub (Poussière d’ange) ist ein französischer Kriminalfilm aus dem Jahr 1987. Er ist einer der wenigen Kinofilme, die der ansonsten meist fürs Fernsehen tätige Édouard Niermans inszenieren konnte. Die Hauptrolle ist mit Bernard Giraudeau besetzt, den weiblichen Gegenpart spielt Fanny Bastien. Die Erzählung führt einen Polizeiinspektor durch dunkle Straßen, zerfallende Villen und Industriebrachen. Doch es ist nicht bloß ein einfacher Kriminalfilm, sondern darüber hinaus, wie ein Kritiker feststellte, eine „Reise ans Ende der Nacht“. Dabei dominiert der Stil der Inszenierung über die Handlung. Obschon die Filmfachpresse das Werk gut aufnahm, ist es wenig bekannt geblieben.

## Einordnung und Entstehung
Niermans debütierte als Regisseur eines abendfüllenden Spielfilms 1980 mit Anthracite, dem die Kritik wohlwollend begegnete. Danach wandte er viel Zeit auf für eine letztlich nicht zustande gekommene Simenon-Verfilmung, nahm einige Fernseharbeiten an und verbrachte die Jahre mit vielen Reisen und Liebesabenteuern. Bei seinem Zweitling Engel aus Staub war er schon 43 Jahre alt. Dabei folgte er dem Auftrag des Produzenten Jacques-Eric Strauss, der einen Polizeifilm verlangte. Zusammen mit Jacques Audiard und Alain Le Henry entwickelte Niermans das Drehbuch innerhalb von zwei Jahren, in denen er Phasen der Entmutigung durchmachte. Die Hauptrolle erhielt Bernard Giraudeau, der sich aufgrund seiner bisherigen Rollen in eine Schublade gesteckt, in einem Rollentypus gefangen fühlte und hier gegen sein Markenzeichen anspielen konnte. Der Kostenrahmen der Produktion betrug 15 Millionen Franc. Obwohl die Handlung in einer einzigen Stadt angesiedelt ist, entstanden die Aufnahmen an 45 Tagen in drei verschiedenen Städten, in Paris, Lyon und Marseille. Sie begannen im Oktober 1986 und endeten kurz vor Weihnachten. Der Termin des Kinostarts am 18. März 1987 war durch den Produzenten lange im Voraus festgesetzt. Niermans machte sich unverzüglich, auch über die Feiertage, an den Schnitt. Er stellte den Film zwei Wochen vor dem Termin fertig, was die Pressearbeit einschränkte und die Besucherzahlen während der ersten Tage beeinträchtigte. In der Bundesrepublik war Engel aus Staub an den Hofer Filmtagen 1987 zu sehen und lief am 7. Januar 1988 in den Kinos an.

## Handlung

### Ausgangslage
Polizeiinspektor Blount wurde soeben von seiner Frau Martine verlassen, die einen neuen Gefährten hat. Müde, versoffen und im schäbigen Mantel verrichtet Blount seinen Dienst. Als er den Lagerraum eines Supermarkts inspiziert, entdeckt er die junge Streunerin Violetta. Die beiden werden dort aus Versehen über Nacht eingeschlossen und reden über ihr Leben. Er setzt sie am nächsten Morgen vor einem Museum ab, in dem sie als Archivarin zu arbeiten vorgibt.

### Weiterer Verlauf und Auflösung
Da Blount keine Bleibe hat, mietet er sich beim arbeitslosen George-Albert ein, dem er seine kleine Tochter zur Obhut gibt. Zudem beauftragt er ihn, tagsüber Martine zu beschatten, um herauszufinden, wer ihr neuer Partner ist. Blount und Violetta begegnen sich regelmäßig und reden. Sie empfinden eine Verbundenheit, ohne dass daraus eine Liebesbeziehung entsteht. George-Albert spürt Martine mit ihrem Neuen – Hotelier Malevitch – auf und fotografiert sie vom gegenüberliegenden Gebäude im Hotelzimmerfenster. Blount stürmt los, um sie zu erwischen, findet jedoch Malevitch erschossen und Martine ohnmächtig vor. Auf George-Alberts Fotos ist der Mörder klar zu erkennen. Blount ermittelt, dass es der wegen kleinerer Vergehen vorbestrafte Gabriel ist, der in einem Waisenheim aufgewachsen ist. Beim Besuch des Heims erfährt Blount, dass Gabriel eine Schwester hat: Violetta. Die Väter der beiden Vollwaisen sind unbekannt, und ihre Mutter war eine Prostituierte. Zwei Ganoven haben sie 1972 umgebracht. Einer von ihnen war Malevitch, der andere ein Mann, der vor kurzem ebenfalls ermordet worden ist. Sie kamen mangels Beweisen frei; die Untersuchung hat damals Floriment geleitet, der heutige Vorgesetzte Blounts. Inspektor Blount wird klar, dass die Geschwister jene Männer, die sie für schuldig am Tod ihrer Mutter halten, einen nach dem anderen umbringen wollen. Außer Floriment, dem Violetta seit zwei Wochen Drohungen schickt, ist noch der Anwalt Broz am Leben, der damals beide Ganoven verteidigte. Blount rast zu ihm, kommt aber zu spät: Violetta hat sich, getarnt als Prostituierte, Einlass zu ihm verschafft und Gabriel ein Fenster geöffnet. Der Bruder schneidet Broz die Kehle durch, dieser kann aber noch einen Schuss auf ihn abgeben. Schwer verletzt flüchtet Gabriel und rast in eine Polizeisperre, in der sein Wagen in Flammen aufgeht. Über einen Journalisten, der den damaligen Fall kannte, kommt heraus, dass Floriment Violettas Vater ist. Um seine Karriere nicht wegen Kindern mit einer Prostituierten zu gefährden, hatte er die zwei Ganoven beauftragt, die Mutter zu ermorden. Blount verleitet ihn zu einem Geständnis und lässt ihn verhaften. Violetta bringt er über die Grenze in Sicherheit vor Strafverfolgung.

## Rezeption

### Zeitgenössische Kritik
In den Cahiers du cinéma schrieb Alain Philippon, ein schöner Kriminalfilm sei eine Überraschung. Engel aus Staub beweise, dass das Genre doch nicht zwingend eine Schande sein müsse. Die beiden Hauptdarsteller seien schlicht großartig; bei Giraudeau komme ein Talent zum Vorschein, das bisher von mittelmäßigen Filmen verdeckt worden sei. Er vermerkte ein „bemerkenswertes“ Licht und stellte fest, visuell mache der Film keine Zugeständnisse an die Mode. Niermans biete heilsame Ausgewogenheit in einer Zeit, in der das Autorenkino gegen das „andere“ Kino ausgespielt würde. Zweifach, mit einem Krimifall und mit poetischer Fiktion, nehme er den Zuschauer in Beschlag, ohne dass er je verloren wäre; das Drehbuch werde weder unverständlich, noch überdeutlich. Es sei weder besser noch schlechter als andere Drehbücher. Doch außer dem Buch gebe es noch den Film selbst, der sich, wenn nicht gegen das Buch, so doch zwischen dessen Maschen und an dessen Rändern entfalte. Der Positif-Kritiker Jean-Luc Pouillaude war überzeugt, Engel aus Staub richte sich an ein breites, großes Publikum. In die grauen Landschaft des französischen Kriminalfilms zeichne Niermans ein originelles Porträt eines Bullen. Zudem seien Fanny Bastien „außergewöhnlich“ und Jean-Pierre Sentier „bemerkenswert“, und dem Film fehle es nicht an Humor. Der Regisseur habe eine Umgebung geschaffen, die persönlich und gänzlich originell sei. Manchen könnte der Film missfallen, weil er keine Konzessionen eingehe, doch noch mehr versetze er in Erstaunen, weil er nicht willens sei, sich der Mutlosigkeit unserer Zeit hinzugeben. Michel Braudeau von Le Monde fand den Film „fabelhaft“ und die Besetzung erstklassig: „Fanny Bastien zeichnet sich durch ihre dickköpfige, sinnliche Erscheinung aus, ihre Lebhaftigkeit und Frische, eine junge Kaprisky.“ Giraudeau sei großartig und zeige eine Art von Humor, wie man sie seit dem Tod von Patrick Dewaere verloren glaubte. Das Drehbuch sei klug genug, klar zu sein und uns nicht mit falschen Geheimnissen zu verwirren. Ohne mit hochtrabender Werbeästhetik zu prahlen, und ohne uns einen Querschnitt durch die Cahiers du cinéma, Positif oder seine Souvenirs von der Cinémathèque anzudrehen, gelinge Niermans mit Leichtigkeit und Bescheidenheit ein perfekter Takt, während sich seine anmaßenden Regiekollegen aufspielten.
Alf Mayer von epd Film fragte: „Gibt es noch Filme, die Polizeiarbeit und ambivalente Ordnungscharaktere zeigen, nicht autoritäre Masken und schematische Amtstubenhandlungen (…)?“ Er zählte Engel aus Staub zu den raren Beispielen unter den Polizeifilmen, die das „hinuntergewirtschaftete“ Genre auf gelungene Weise erneuern. Der „frische“ Film gewinne sogar dem alten Thema der jungen Femme fatale etwas Überraschendes ab. Ein „kleines Meisterwerk“ nannte der Fischer Film Almanach 1989 den Streifen. „Die mitreißende Darstellung Simons und Violettas, die alle Mythen und Klischees des Genres evoziert und in erstaunlichen Wendungen über sie triumphiert, prägt die Geschichte vollkommen. Bis in die kleinsten Nebenrollen ideal besetzt und mit großer Intensität gespielt, mit Sorgfalt und Einfallsreichtum fotografiert und montiert, ist »Engel aus Staub« ein Höhepunkt in der traditionsreichen Geschichte des französischen Kriminalfilms.“

### Spätere Bewertungen
Auf die schauspielerische Karriere Bernard Giraudeaus zurückblickend, meinte Bostmambrun (2008), Engel aus Staub sei wenig bekannt geblieben, obwohl er unter den französischen Thrillern der 1980er Jahre zu den guten zu zählen sei. In einer Chronik eines halben Jahrhunderts französischer Kinogeschichte fand Prédal (2005), der psychologische Aspekt des Films stimme einen originellen Ton an in einem Genre, in dem das selten der Fall sei. Noch vorteilhafter wertete Laprévotte (2005) in einer Geschichte des französischen Kinos, aus dem der zuvor blühende Kriminalfilm ab den 1980er Jahren beinahe verschwunden sei. Zusammen mit zwei anderen Krimis aus den 1990ern zählte er Engel aus Staub zu den „raren Perlen“ des Genres in dieser Zeit.

## Dramaturgie und Stil

### Der Polizeiinspektor und das Mädchen
Die Erzählung folgt den Ermittlungen Blounts in einem Fall, in den er zufällig und allmählich gerät. Die Beweggründe der Protagonisten für ihr Handeln offenbaren sich meist erst im Nachhinein, so dass der Kriminalfall gegenüber dem Charakter der Figuren als zweitrangig erscheint. In ihrer Verwirrung lassen sie sich von einem Handlungsablauf lenken, dessen Autoren sich wenig um Wahrscheinlichkeiten geschert haben. Niermans betonte, alle Filme, und Krimis im Besonderen, lebten von der Geschwindigkeit, die dem Zuschauer nicht erlaube, unmittelbar über die Stimmigkeit aller Angaben nachzudenken. Es sind die Figuren, die bei Engel aus Staub der Geschichte Substanz geben, und die Verknüpfungen zwischen Blount und Violetta. Der Inspektor überwindet seinen Kummer und seinen Hang zur Flasche, indem er sich in Nachforschungen über Violetta stürzt. Er geht völlig auf in einer Wahrheitssuche, die ihn über Violetta führt. Die dominante Fragestellung des Films ist: Wer ist Violetta? Ein vernichtender oder heilsbringender Engel? „Das polizeiliche Rätsel wird metaphysisches Geheimnis.“
Violetta erscheint wie ein Engel, und eher wie ein Kind denn wie eine Frau. Dieser Charakterzug hat eine Ursache darin, dass Violetta in den frühen Drehbuchfassungen noch viel jünger war; man erwog eine Besetzung mit der damals 15-jährigen Charlotte Gainsbourg. Bei Anspannung hält sich Violetta ein Etui, in dem sie kleinen Trödel aus ihrer Kindheit aufbewahrt, an den Hals, um, wie sie sagt, zu spüren, ob ihr Herz noch schlägt. Zu diesen Ritualen und Symbolen der Figur Violetta, aber nicht ihrer Persönlichkeit, ließ sich Niermans von einer Frau inspirieren, die sechs Jahre lang seine Lebensgefährtin gewesen war. Zur engelshaften Treuherzigkeit kommt jedoch eine kalte, unerbittliche Entschlossenheit. Obwohl sie und Blount anfangs im Grunde nichts verbindet, erkennen sie sich ineinander und verstehen sich spontan. Zwischen ihnen, die beide kein Heim haben, wächst eine Verbundenheit. In der Ausgestaltung ihres Verhältnisses verstößt Niermans gegen die Konventionen des Unterhaltungsfilms. Denn aus ihrer Beziehung bleibt die Sexualität vollkommen verbannt; mit Ausnahme eines verstohlenen Küsschens kommt es zu keinerlei körperlicher Annäherung. Während der Stoffentwicklung musste Niermans wiederholt Einwände der mitwirkenden Kollegen abwehren, die nach einer sexuellen Beziehung zwischen Blount und Violetta verlangten. Niermans begründete Violettas Charakter mit ihrem schwierigen Verhältnis zu Sex: „Sie rächt ihre Mutter und ihre Mutter war eine Hure.“ Sie leide an einer Psychose, sei besessen vom Tod ihrer Mutter. Ihre Kleidung, etwa die drei Schichten an Röcken, verneine ihren Körper. Auf den Widerspruch angesprochen, dass Violetta gegen Ende als Prostituierte registriert ist, gestand Niermans ein, die Geschichte sei hier nicht klar genug. Eigentlich habe sich Violetta nur rasch in den Ring eingeschleust, um an ihr nächstes Opfer Broz heranzukommen. Wie sehr Blount von Violetta eingenommen ist, zeigt die letzte Szene. Blount fährt mit seiner Frau, die zu ihm zurückgekehrt ist, und seiner Tochter seinem künftigen Arbeitsort entgegen. Auf ihre Frage: „Woran denkst du?“ antwortet er mit leicht entrücktem Blick: „An dich, meine Liebe!“, und hält sich dabei Violettas Etui an den Hals.
Jeder unter den Protagonisten der Erzählung verheimlicht einen Riss in seiner Seele. Violettas Bruder Gabriel ist ihr anderes Ich und ihr ausführender Arm. Gleich benannt wie der Erzengel Gabriel, führt er ergeben ihr Werk der Zerstörung und Reinigung aus, bis zu seinem eigenen apokalyptischen Tod. Sogar bezüglich der Figur des Vorgesetzten Floriment erklärte Niermans, dass er ihm eine Verletzlichkeit habe verleihen wollen, die das Bedürfnis wecke, ihm zu verzeihen.

### Persönlicher Stil
Niermans verriet, dass er es gerne sähe, stufte man ihn eines Tages als Auteur ein, als den entscheidenden Gestalter seiner filmischen Werke. Er sah sich dem Widerspruch ausgesetzt, finanzielle Mittel für einen Film erhalten und gleichzeitig ein Auteur bleiben zu wollen. Er habe versucht, „als Auteur zu wirken innerhalb eines Films, der zur Offenheit gegenüber dem Publikum bestimmt ist.“ Zu seinem zweiten Spielfilm äußerte er sich: „Ich betrachte Engel aus Staub nicht als Autorenfilm. Er enthält sehr persönliche Dinge, aber auch solche, die durch den Auftrag bedingt sind.“
Der auteuristische Teil steckt eher in der Inszenierung als im Drehbuch. Der Stil erhält ein größeres Gewicht als die Kriminalhandlung; weniger als nur ein einfacher Polizeifilm ist es „eine Reise ans Ende der Nacht.“ Niermans wendet sich gegen den Realismus und gegen die Wahrscheinlichkeit und gibt der Poesie den Vorzug. „Wir finden uns – und wir verlieren uns – in einem Borges’schen Labyrinth, in einer Landschaft, in der diese Welt eine andere Welt ist.“ Gemäß Alion (1987) sei Niermans nicht weit davon, eine Art poetischen Realismus zu erschaffen: Wie ehemals bei Marcel Carné und Jacques Prévert, sind die Protagonisten vom Schicksal gezeichnet, aus Abgründen steigt ihre Vergangenheit wieder hoch. Keine Wunde kann jemals heilen, sie bewegen sich durch eine Hölle auf Erden, überall herrscht Betrübnis. Der Film lasse das Publikum zwischen Traum und Wahn schwanken, sei aufs Mal ein Ausfluss der zeitgenössischen Welt wie ein Reich des Imaginären. Nach seinen eigenen Worten wollte Niermans dem Film eine „schlafwandlerische, ein wenig verträumte“ Eigenschaft geben.

### Beinahe monochromatische Weitwinkeloptik
Die Ausstattung des Films schafft eine atmosphärische Lebenswelt, die teilweise das Wesen des Protagonisten beschreibt. Niermans wollte die Orte aus der subjektiven Sicht des Protagonisten zeigen, und in zunehmend halluzinierte Orte hinabsteigen. Der Dreh in drei Städten diente dazu, eine neue Stadt zu erfinden, die sich aus Elementen anderer Orte zusammensetzt. Eine neue Kreation war auch das Kommissariat, das man in einer Lagerhalle nachbaute. Visuell suchte der Regisseur eine Mittelposition zwischen dem Realismus einerseits und einer comichaften Ästhetik in der Art von Jean-Jacques Beineix (Diva, 1981) und Luc Besson (Subway, 1985) anderseits. Eigentlich hätte er lieber einen Schwarzweißfilm geschaffen. Als Annäherung daran verbannte er grelle Farben und wählte Grau und Beigebraun als vorherrschende Farbtöne. Das Bild hat ein Seitenverhältnis von 1,37:1, um die Beziehung zwischen den Figuren und den sie umgebenden Raum besser herausarbeiten zu können. Beinahe der gesamte Film ist mit der kurzen Brennweite 24 mm fotografiert, weil der Regisseur große Schärfentiefe und eine weite Perspektive herzustellen wünschte und „diese bewegende Kraft, hervorgerufen durch kurze Brennweiten, wenn man nahe an den Darstellern ist.“